# Ewa Larysa Krause
Ewa Larysa Krause (Krauze) (ur. 4 stycznia 1975 w Koszalinie, zm. 12 stycznia 1997 w Siedlcu Dużym pod Częstochową) – polska judoczka.

## Życiorys
Zawodniczka KS Gwardia Koszalin, piąta na Letnich Igrzyskach Olimpijskich w Atlancie. Pozostałe osiągnięcia: złota medalistka na Europejskich Igrzyskach młodzieży 1991, wicemistrzyni Europy juniorów 1991, mistrzyni Europy juniorów 1992, mistrzyni Europy seniorów w 1994 oraz brązowa medalistka mistrzostw w 1995, czterokrotna mistrzyni kraju w latach 1993–1996.
Założyła klub Judo UKS "Tori" Dąbrowa, który mieści się w Zespole Szkół w Dąbrowie.
Zginęła w wypadku samochodowym w drodze na zgrupowanie kadry w Zakopanem. Pochowana na Cmentarzu Komunalnym w Koszalinie (kwatera R-31, rząd 18, grób 35).

## Upamiętnienie
- Imię Larysy Ewy Krause nosi Szkoła Podstawowa i Gimnazjum w Zespole Szkół w Dąbrowie.
- Przy pomniku Pamięci Olimpijczyków na Cmentarzu Centralnym w Szczecinie znajduje się tablica z jej imieniem.
- W Dąbrowie corocznie odbywa się Międzynarodowy Turniej Judo jej pamięci.
- W Koszalinie znajduje się rondo jej imienia przy ulicy Śniadeckich.